# Hockwold cum Wilton
Hockwold cum Wilton – wieś w Anglii, w hrabstwie Norfolk, w dystrykcie King’s Lynn and West Norfolk. Leży 55 km na zachód od Norwich i 116 km na północny wschód od Londynu.
W 2001 miejscowość liczyła 1233 mieszkańców.